# (1324) Knysna
(1324) Knysna ist ein Asteroid des Hauptgürtels, der am 15. Juni 1934 vom südafrikanischen Astronomen Cyril V. Jackson in Johannesburg entdeckt wurde.
Der Asteroid ist nach der südafrikanischen Stadt Knysna benannt.